# Washington (estat)
Washington és un Estat de la costa del Pacífic dels Estats Units d'Amèrica que fa frontera amb Canadà.

## Clima
El clima de Washington varia molt d'oest a est. Amb un clima oceànic (també anomenat "clima marí de la costa oest") que és el que predomina a l'oest de Washington, i, en canvi, hi predomina un clima semiàrid molt més sec a l'est de la Cascade Range. Els principals factors que determinen el clima de Washington inclouen els grans sistemes semipermanents d'alta pressió i baixa pressió de l'Oceà Pacífic nord, les masses d'aire continentals d'Amèrica del Nord i les muntanyes Olímpiques i Cascades. A la primavera i l'estiu, un sistema d'anticicló d'alta pressió domina l'Oceà Pacífic nord, fent que l'aire es desplaci en espiral. Per a Washington això significa que els vents dominants del nord-oest porten aire relativament fresc i una estació previsiblement seca.
L'agricultura de secà va causar una gran tempesta de pols a les zones àrides de l'est de Washington el 4 d'octubre de 2009.
A la tardor i a l'hivern, un sistema de ciclons de baixa pressió s'incorpora al nord de l'Oceà Pacífic, amb l'aire en espiral cap a dins en sentit contrari. Això provoca que els vents dominants de Washington, els chinooks, vinguin del sud-oest, aportin masses d'aire relativament càlides i humides i una estació previsiblement humida.
Tot i que els occidentals de Washington tenen un clima marítim similar a aquells de moltes ciutats costaneres d'Europa, hi ha excepcions com els esdeveniments "Big Snow" de 1880, 1881, 1893 i 1916 i els hiverns de "congelació profunda" de 1883-84, 1915- 16, 1949-50 i 1955-56, entre d'altres. Durant aquests esdeveniments, l'oest de Washington va experimentar fins a 6 peus (1,8 m) de neu, temperatures sub-zero (-18° C), tres mesos amb neu a terra i llacs i rius congelats durant setmanes. La temperatura més baixa registrada oficialment a Seattle és de 0° F (-18 ° C) establerta el 31 de gener de 1950, però les zones de baixa altitud aproximadament a tres hores de Seattle han enregistrat mínims tan freds com -48° F (-44° C).
El clima durant la temporada freda està molt influenciat per l'oscil·lació meridional. Durant la fase El Niño, el corrent jet entra als EUA més al sud a través de Califòrnia, per tant, la tardor i l'hivern són més secs del normal amb menys acumulació de neu. La fase La Niña reforça el corrent en jet a través del Pacífic nord-oest, fent que Washington tingui encara més pluja i neu que la mitjana.

## Ciutats destacades

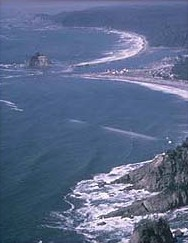
Costa d'Olympic

- Seattle
- Olympia
- Spokane
- Tacoma
- Bellevue
- Redmond
- Aberdeen
- Vancouver
- Everett
- Tri-Cities
- Walla Walla
- Wenatchee
- Yakima
- Bremerton
- Port Townsend
- Bellingham

## Demografia
Segons dades del cens dels EUA del 2000 a l'estat hi havia censats 164.481 amerindis nord-americans (2%). Entre les tribus més importants, destaquen els cherokees (17.652), Puget Sound Salish (12.199, entre els quals cal comptar 2.390 tulalip, 1.753 puyallup, 1.353 muckleshoot, 656 squaxin, 643 suquamish, 504 nisqually i 209 duwamish), yakama (8.647), colville (7.863), anishinaabemowin (5.568), blackfoot (5.317), ètnia sioux (5.033), lummi (3.218), choctaws (2.703), quinault (2.521), spokane (2.193), makah (1.968), klallam (1.913), apatxe (1.806), navaho (1.626), iroquesos (1.397) cowlitz (1.268), nez percés (1.156), chinook (720), chimakuan (621), chehalis (544), coeur d'alene (457) crow (445) i umatilla (342).